# Distretto di Llochegua
Il distretto di Llochegua è uno degli otto distretti della provincia di Huanta, in Perù. Si trova nella regione di Ayacucho e si estende su una superficie di 713,71 chilometri quadrati.

Istituito il 14 settembre 2000, ha per capitale la città di Llochegua; nel censimento del 2005 contava 11.897 abitanti.